# Myriam Fox-Jerusalmi
Myriam Fox-Jerusalmi (n. 24 octombrie 1961, Marsilia, Franța) este o caiacistă ce a reprezentat Franța, medaliată olimpică. A participat la 2 ediții ale Jocurilor Olimpice (1992, 1996) în care a câștigat o medalie de bronz.